# Lepidurus arcticus
Espèce
Lepidurus arcticus est une espèce de Notostraca qui habite les bassins éphémères et les lacs d'eau douce permanents de Norvège, du Groenland, de Finlande, de Suède, de Svalbard, d'Islande, de Russie et des îles Kouriles,.
Contrairement à d’autres espèces de Notostraca, Lepidurus arcticus est connue pour coexister avec des poissons, tels que l’omble chevalier. De plus, ils existent à des températures de l’eau beaucoup plus froides (4-7 °C) que les autres espèces de son ordre. C'est un prédateur commun de Daphnia pulex.